# Alergija na hrano
Preobčutljivost za hrano oziroma alergija na hrano je imunska reakcija, ki je posledica zaužitja specifične hrane. Ta reakcija se pojavi samo pri nekaterih bolnikih, in sicer že, ko je zaužita le majhna količina hrane in ni povezana s fiziološkim učinkom hrane. Največkrat gre za preočutljivost, posredovano z imunoglobulini E, pri kateri je torej mehanizem povezan s to vrsto imunoglobulinov. 
Najnevarnejši zaplet je anafilaksa. Gre za takojšno preobčutljivostno reakcijo, ki nastane po dajanju antigena predhodno senzibilizirani osebi. Pride do padca krvnega tlaka, motenj v delovanju srca ter tudi težav pri dihanju. 
Največkrat se alergija razvije že pri otrocih, lahko pa tudi v kasnejšem obdobju. Razlikovati pa moramo alergijo na hrano od intolerance za določeno hrano, kjer gre npr. za pomanjkanje določenih encimov, ki so potrebni za presnovo teh hranil (npr. laktozna intoleranca). Posledično pride do raznih prebavnih težav.

## Psevdoalergije
Pri psevdoalergijah ne gre za prave alergije. Povzroča jih hrana, bogata s histaminom (sveže jagode, črno vino, določene vrste sira, prekajeno meso in konzervirano tunino meso). Histamin je namreč glavni mediator pri nastajanju alergijskih reakcij, zato povzroča pojav enakih simptomov. Vendar to ne pomeni, da smo alergični na določeno vrsto hrane. Psevdoalergije povzročajo tudi razni dodatki k hrani, kot so konzervansi in barvila. Posebno veliko teh snovi zaužijejo otroci z brezalkoholnimi pijačami, žvečilnimi gumiji, bonboni ter s slaščicami. Najdemo jih veliko tudi v konzervirani hrani in gotovih jedeh. Najpogostejši konzervansi, ki povzročajo psevdoalergije, so nitriti v klobasah, siru in prekajenem mesu, sulfiti v krompirjevih izdelkih in suhem sadju ter benzoati v ribjih konzervah, omakah, jogurtu in sladkarijah.
Med barvili pa so pomembni tartarazin v alkoholnih pijačah, azorubin in amarant v praških za puding, likerjih in sladicah, ter eritrozin v konzerviranem sadju in sladoledu.

## Prevalenca
Razširjenost alergije na hrano še ni natančno poznana. 15 % splošne populacije meni, da je preobčutljiva za nekatero vrsto hrane. Dejanska razširjenost, raziskana z najboljšimi študijami, pa je le okoli 3 % odrasle populacije. Pri otrocih je ta višja in je ocenjena na 6–8 %. Večina kontroliranih študij je razkrila, da so preobčutljivostne reakcije na hrano prisotne že v prvem letu starosti. Najpogostejša je preobčutljivost za kravje mleko pri otrocih, zato je bolje, če dojenčka mati doji vsaj nekje do 6. meseca starosti, kasneje pa ga počasi navaja tudi na drugo vrsto hrane. S tem se zmanjša verjetnost nastanka alergije. Povečana verjetnost za nastanek alergije na hrano pri otroku je, če sta tudi oba starša alergična. V takšnih primerih je skoraj 70 % možnosti, da bo otrok preobčutljiv. Če je alergičen le eden od staršev, se verjetnost nastanka alergije pri otroku zmanjša pod 30 %, če pa starši niso preobčutljivi za hrano, pa pod 10 %.

## Patofiziologija
IgE posredovana preobčutljivost je rezultat genetske predispozicije za pomanjkljiv razvoj peroralne tolerance ali porušenje te tolerance v gastrointestinalnem traktu. Posledica je prekomerna produkcija IgE protiteles specifičnih za hrano. Ta protitelesa imajo veliko afiniteto do receptorjev na bazofilcih in majhno afiniteto do receptorjev na makrofagih, monocitih, limfocitih, eozinofilcih in trombocitih. Ko antigen doseže specifično protitelo na bazofilcu, pride do sproščanja mediatorjev: histamina, prostaglandinov in levkotrienov. Rezultat je vazodilatacija, kontrakcija gladkih mišic, sekrecija mukusa, kar so tudi simptomi takojšnje preobčutljivosti. Aktivirani mastociti lahko sprostijo tudi različne citokine, ki imajo pomembno vlogo pri poznejšem odzivu. Pri večkratnem zaužitju specifičnih alergenov se stimulirajo mononuklearne celice in izločajo histamin-sproščujoči faktor (HRF). Posledica je povečana preobčutljivost kože pri otrocih z atopičnim dermatitisom. To je konstitucijska, kronična alergijska dermatoza z zelo močnim srbenjem, ki nastane zaradi dedne nagnjenosti k preobčutljivosti na alergene, temelječe na povišanih koncentracijah IgE. Poleg dedne predispozicije obstajajo tudi drugi dejavniki, ki vplivajo na nastanek alergije na hrano. Enega od teh navaja higienska hipoteza, ki pravi, da je alergija na hrano pogostejša v modernejšem svetu. Razlog naj bi bila manjša izpostavljenost otrok umazaniji in bacilom, deloma tudi zaradi vse večje uporabe antibiotikov in čistil. Organizem, ki ni toliko izpostavljen tujim alergenom, lahko spozna proteine hrane kot telesu tuje, nevarne snovi in proti njim sproži svoj imunski odgovor. To hipotezo podpirajo tudi študije, ki so pokazale, da so alergije manj pogoste v tretjem svetu.

## Klinične oblike

### Gastrointestinalna preobčutljivostna reakcija na hrano
Ta klinična oblika vsebuje znake in simptome oralnega alergijskega sindroma, takojšnje gastrointestinalne preobčutljivosti in alergijskega eozinofilnega gastroenteritisa.
1.	OAS – oralni alergijski sindrom je oblika kontaktne urtikarije oz. koprivnice (kožna bolezen, pri kateri se pojavijo zelo srbeči, izbokli, rdeče obrobljeni izpuščaji), ki se razvije ob izpostavljenosti ustne in žrelne mukoze prebavnega trakta alergenom, ki izvirajo iz hrane. Simptomi so lahko rahlo srbenje in pekoč občutek na ustnicah, ustih in žrelu, do otekanja jezika, žrela, ustnic in celo resni življenjsko ogrožajoči zapleti, kot je angioedem žrelne mukoze. OAS je najpogostejši sindrom, ki se lahko pojavlja izolirano ali skupaj z respiratornimi simptomi, ki so lahko posledica alergije na cvetni prah. Za razliko od alergijske reakcije na hrano povzročene z GIT absorpcijo, kjer metabolizem lahko vpliva na kemijsko strukturo alergena, je OAS induciran z izpostavljenostjo nativnemu, nespremenjenemu alergenu. Kar pomeni, da celo nestabilen ali hitro razgradljiv alergen lahko sproži OAS. 
2.	Takojšnja GIT preobčutljivost se razvije že pri dojenčkih ali v otroški dobi in sicer največkrat na mleko, jajca, oreščke, sojo, kosmiče ali ribe. Simptomi so slabost, abdominalna bolečina in krči, bruhanje in/ali diareja. Terapija je brez-proteinska dieta.

### Respiratorna in kožna preobčutljivostna reakcija na hrano
Respiratorni in očesni simptomi so srbenje, solzenje, nosna kongestija, kihanje, rinoreja (izcejanje iz nosu), kašljanje, sopihanje… Koža je zelo pogosti tarčni organ preobčutljivostne reakcije na alergene, kjer se lahko simptomi pojavijo takoj ali pa otežijo kronični razvoj reakcije. Akutna urtikarija in angioedem sta najpogostejši kožni manifestaciji, ki se pojavita že znotraj nekaj minut po zaužitju alergenov. Hrana, ki povzroča te reakcije pri otrocih, vključuje jajca, mleko, orehi, lešniki ter pri odraslih ribe, školjke, orehe in lešnike.

## Navzkrižne alergije
Pacienti, ki imajo alergijski rinitis na cvetni prah, pogosto trpijo tudi zaradi OAS. Osebe alergične na pelod breze razvijejo ta sindrom po zaužitju sadja iz družine Rosaceae (češnje, jabolka, breskve, hruške, nektarine), korenja, kivija, zelene, oreščkov, stročnic in začimb (janež, curry, paprika, poper). Osebe alergične na pelod grinta razvijejo alergijsko reakcijo po zaužitju lubenice, melone in banan. Diagnoza tega sindroma je potrjena s pozitivnim alergotestom (pikanje kože) na sveže sadje in zelenjavo. Kar 80 % ljudi v centralni in severni Evropi, ki je alergičnih na pelod breze, trpi za pridruženo alergijo na hrano. Imunološka osnova tega fenomena je IgE navzkrižna aktivnost zaradi visoke homologije aminokislinske sekvence oz. homologne strukture alergena peloda breze in alergena iz hrane. Obstaja tudi mnogo drugih navzkrižnih alergij, kot so med lateksom ter banano in avokadom; med travami ter paradižnikom, grahom in žiti. Ljudje, ki so alergični na pršice, pa pogosto razvijejo alergijsko reakcijo na morske sadeže.

## Diagnoza
Diagnostični pristop pri pacientih s sumom na alergijsko reakcijo zaradi hrane se začne z anamnezo. Pomembni so podatki: katera hrana je povzročila reakcijo, količina zaužite hrane, koliko časa je preteklo od zaužitja do pojava simptomov, opis teh simptomov ter koliko časa je preteklo od zadnje reakcije. Alergijo na hrano se lahko dokaže z izključitveno dieto, kožnimi testi ali s prisotnostjo specifičnih protiteles IgE v krvi bolnikov. Pri kožnem testu uporabijo glicerinske ekstrakte hrane (1:10 ali 1:20), pozitivno (histamin) in negativno kontrolo, ki jih aplicirajo s punkturo v kožo. Če nastane izpuščaj večji vsaj za 3 milimetre od negativne kontrole, je oseba alergična na aplicirani ekstrakt. Ta test ni 100 % zanesljiv, posebno ne pri mlajših otrocih, saj so lahko alergični kljub negativnemu testu in obratno.

## Terapija

### Dieta
Edina dokazana terapija je striktna eliminacija določene hrane iz pacientove prehrane. To pomeni, da oseba ne sme zaužiti nobene vrste hrane, ki vsebuje alergeno živilo. Npr. če je oseba alergična na jajce, ne sme uživati nobenih izdelkov, ki so narejeni iz jajca (testenine, pecivo, majoneza) in živil, ki vsebujejo lecitin. Zato je pomembno, da je dobro seznanjena s sestavo izdelka. Vendar pa tovrstne diete lahko vodijo v malnutricijo in/ali prehranske motnje, še posebno, če izključujejo veliko vrst hrane in če potekajo skozi daljše obdobje. Pri alergijah na sadje in zelenjavo se alergenom v veliki meri lahko izognemo s kuhanjem, saj so ti večinoma termolabilni. Ne moremo pa se s segrevanjem oz. kuhanjem izogniti alergenom v kravjem mleku, saj so temperaturno stabilni.
Za majhne otroke, ki ne morejo biti dojeni in so alergični na kravje mleko, so na razpolago posebne mlečne formule, v katerih so proteini (kazein) hidrolizirani.

### Zdravila
Veliko zdravil se uporablja za zaščito pacientov pred alergijo: kromolin, H1 in H2 antihistaminiki, ketotifin, kortikosteroidi in sintezni inhibitorji prostaglandina. Toda večina teh zdravil, ki se uporablja v profilaksi, ima minimalno učinkovitost in neželene stranske učinke. Pri akutni anafilaksi pa je življenjsko pomembna uporaba adrenalina, ki se ga aplicira intramuskularno v odmerku 0,01 mg/kg, saj se pacient lahko zaduši zaradi otekanja glasilk. Zaradi alergije na hrano je v Sloveniji letno 400 primerov anafilaktičnega šoka, od katerih se trije končajo s smrtnim izidom. Do tega večkrat pride prav zato, ker se osebe ne držijo diete in uživajo živilo, katerega ne bi smeli.
Se pa znanstveniki trudijo razviti tudi zdravilo, ki bi lahko preprečilo oz. ozdravilo alergijo. Tako so pred kratkim že identificirali molekulo, ki bi lahko bila potencialna za razvoj zdravila proti alergiji. V raziskavi, ki so jo izvajali na miših, alergičnih na oreščke oz. arašide, so ugotovili, da imajo vse te živali pomanjkanje iste spojine, in sicer interleukina-12.

### Imunoterapija
Imunoterapija je bila dokazano učinkovita v slepi, placebo-kontrolirani študiji pri hipersenzitivnosti na oreščke. Vendar pa so pogosti stranski učinki preprečili klinično uporabnost imunoterapije. Razvita so bila nova cepiva za imunoterpijo alergije na hrano, ki povzroča anafilkso, in lahko vključujejo: terapijo s humaniziranimi IgE monoklonskimi protitelesi, plazmid-DNA imunoterapijo, peptidne fragmente, citokin-modulirano imunoterapijo, bakterijsko alergen imunoterapijo in rekombinantno protein imunoterapijo. Bolniku začnejo vbrizgavati sprva majhne, nato pa vedno večje količine alergena z namenom, da sčasoma lahko prenese tolikšne količine alergena, kot jim je izpostavljen v vsakdanjem življenju. Pogost vzrok za alergije je lahko obremenitev z glivico Candido Albicans.
Še vedno pa je najbolj ključno izobraževanje, osveščanje in podpora pacientov, še posebno pri tistih, ki so podvrženi anafilaksi, saj so te vrste reakcije na hrano lahko usodne. 
Homeopatija, bioresonanca in podobne alternativne metode niso ustrezne za zdravljenje alergije na hrano. Oseba, ki bi se poslužila teh metod, bi lahko v veri, da je ozdravljena, zaužila živilo, na katerega je alergična. To pa bi bilo lahko za njo tudi smrtno nevarno.

## Označevanje alergenov v hrani
Hrani, ki povzroča alergije, se je treba popolnoma izogniti. Zato je zelo pomembno, da je na vsakem izdelku jasno navedena njegova sestava. V Sloveniji obstaja pravilnik: Pravilnik o splošnem označevanju predpakiranih živil (38. Člen, Priloga 4), ki navaja, katera živila morajo imeti označeno sestavo. To so npr. jajca, ribe, raki, arašidi in izdelki narejeni iz njih.

## Prognoza
Za mnoge otroke z anafilakso na hrano, kot je mleko, jajca, pšenico, soja, je prognoza dobra, saj obstaja velika verjetnost, da alergijo prerastejo v nekaj letih. Otroci, ki so razvili preobčutljivost na hrano po tretjem letu starosti, imajo manjšo verjetnost za izgubo alergije. Alergije na oreščke, ribe in morsko hrano pa so doživljenjske in ne izzvenijo z leti.